# アマニ・アギナルド
アマニ・マヌエル・サントス・アギナルド（Amani Manuel Santos Aguinaldo、1995年4月24日 - ）は、フィリピンのサッカー選手。フィリピン代表。ポジションはDF。

## クラブ歴
サッカーを始めたのは5歳の時であり、その後9年を経てU-14代表に選出された。この時の監督は金哲洙で、後にロヨラ・メラルコ・スパークスやファー・イースタン大学でも再会する。16歳の時にはハサナル・ボルキア・トロフィー2012に出場するU-21代表に飛び級で選抜され、この時に相部屋となったマルウィン・アンヘレス、マルヴィン・アンヘレスの双子とは親友の間柄となった。
その後ロヨラ・メラルコ・スパークスFCとファー・イースタン大学の監督を兼任していた金哲洙にスカウトされて、ロヨラ・メラルコ・スパークスと大学のチームであるFEUタマロースに在籍した。なお後にフィリピン大学に転学した。ロヨラ・メラルコ・スパークスでは2012年にシンガポール・カップに参加し、ここで途中出場し選手として初出場となった。2013年にグローバル・セブFCに移籍。
2018年、セレス・ネグロスFCに移籍するが、2019年はマレーシアのPKNP FCに期限付き移籍でプレーした。
2020年1月3日、タイ・リーグ1のトラートFCに移籍。

## 代表歴
2013年8月にインドネシア代表との親善試合に臨む21人のメンバーが発表され、ここで初選出となった。同月14日に行われたそのインドネシア代表戦で63分にジェームズ・ヤングハズバンドと交代しA代表初出場となった。
その後同年11月に行われたシンガポールU-23代表との親善試合でU-23代表初出場を記録した。
2014年にはAFCチャレンジカップ2014、2014 AFFスズキカップに参戦するメンバーに選出され、前者は決勝に、後者は準決勝に進出した。2014 AFFスズキカップの準決勝第1試合では対戦相手のタイ王国代表のストライカーであるアディサク・クライソーンとボールの取り合いになった結果、アディサクにレッドカードが提示された。これにタイ王国代表のファンが激怒し、第2試合の前に彼を始めとしたフィリピン代表の選手に殺害予告がなされた。

## 私生活
両親ともにダバオにルーツを持っており、彼自身は一人っ子である。彼の名前であるアマニはアフリカの言葉で「戦士」と「平和」両方を意味している。生まれはラスピニャスであるが親の仕事の都合でセブ、ダバオと引っ越してダバオで幼年時代を長く過ごした。生まれ故郷であるマニラ首都圏に戻ってきたのは高校入学の頃合であった。学業面ではアテネオ・デ・ダバオ大学附属に6学年まで在籍した後、ファー・イースタン大学に在学した。大学はフィリピン大学で専攻はスポーツ科学であり、選手の傍ら学業を行った。
好きなチームとしてマンチェスター・シティFC、FCバイエルン・ミュンヘン、ACミラン、レアル・マドリードをあげているが、好きな選手はリオネル・メッシであるという。